# Manica Lobnik
Manica Lobnik, slovenska pisateljica, * 13. julij 1927, Vukovski Vrh, † 17. september 1974, Golling, Avstrija.

## Žiljenjepis
Lobnikova je v Mariboru leta 1943 končala meščansko šolo in 1944 odšla v partizane. Po vojni je bila v raznih upravnih službah, od 1969 tudi v tujini.

## Literarno delo
Lobnikova je bila nadarjena pripovednica. Pisala je novele, romane in drame v naturalističnem slogu s snovjo iz življenja med NOB in po vojni, večkrat z etnografskimi popisi življenja ter bila istočasno družbeno kritična slikarka življenja v Slovenskih goricah tik pred vojno, med njo in po njej. Napisala je romane: Gorniki in čas (1957), Rosa na pajčevini (1957), Ledinčani (1961), Mrtvi odred (izšel po smrti, 1976), lastni življenjepis v obliki povesti Mlade trave (1968). Družbeno kritična pa je njena drama iz dogajanja v gospodarskih podjetjih v povojnem desetletju, ki vsebuje prvine absurdne dramatike Jirga Butolen ali tri dni direktor (1959), ki so jo leta 1959 uprizorili v Mestnem gledališču ljubljanskem.